# シャモキン郡区 (ペンシルベニア州ノーサンバーランド郡)

州内のノーサンバーランド郡の位置。

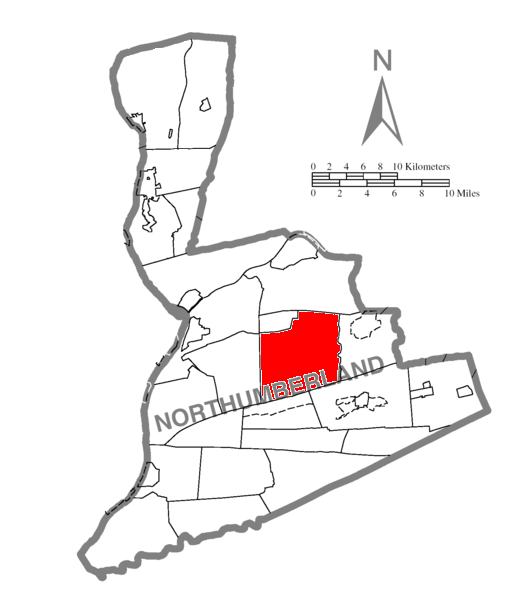
郡内のシャモキン郡区の位置。

シャモキン郡区（Shamokin Township）は、アメリカ合衆国ペンシルベニア州ノーサンバーランド郡にある郡区である。2000年現在の人口は2,159人。

## 地理
アメリカ国勢調査局によると、シャモキン郡区の総面積は80.7km2。80.4km2が陸地で、0.3km2が水に覆われている。

## 人口
2000年の国勢調査によると、シャモキン郡区の人口は2,159人であり、851世帯、646家族が居住している。人口密度は 1平方キロメートルあたり26.9人である。906軒の家があり、1平方キロメートルあたり11.3軒の家が建っている。町の人種構成は、99.35%が白人、0.19%が黒人ないしアフリカ系アメリカ人、0.00%がアメリカ先住民、0.19%がアジア人、0.00%が太平洋諸島系、0.19%がその他の人種であり、0.09%は混血である。人口の0.23%はラテン系である。
全世帯の30.2%には18歳未満の子供が同居しており、65.7%は夫婦で一緒に生活している。6.1%は夫のいない女性が世帯主であり、24.0%は独身である。全世帯の20.7%は一人暮らしであり、10.7%が65歳以上である。平均世帯人数は2.54人、平均家族人数は2.93人である。
シャモキン郡区の人口は、21.9%が18歳未満、18歳以上24歳以下が6.7%、25歳以上44歳以下が29.5%、45歳以上64歳以下が27.6%、65歳以上が14.4%である。年齢の中央値は40歳である。女性100人に対して男性は103.1人であり、18歳以上の100人の女性に対して男性は100.5人である。
町の1世帯あたりの平均収入は39,625ドルであり、1家族あたりの平均収入は45,357ドルである。男性の平均収入が32,326ドルに対し、女性の平均収入は25,560ドルである。1人あたりの収入は18,258ドルである。人口の6.3%（全家族の5.2%）が極貧層である。18歳以下の住民の8.1%、65歳以上の住民の10.2%は貧しい生活を送っている。